# Sobreviraje

La línea roja indica la trayectoria consecuencia de un sobreviraje.

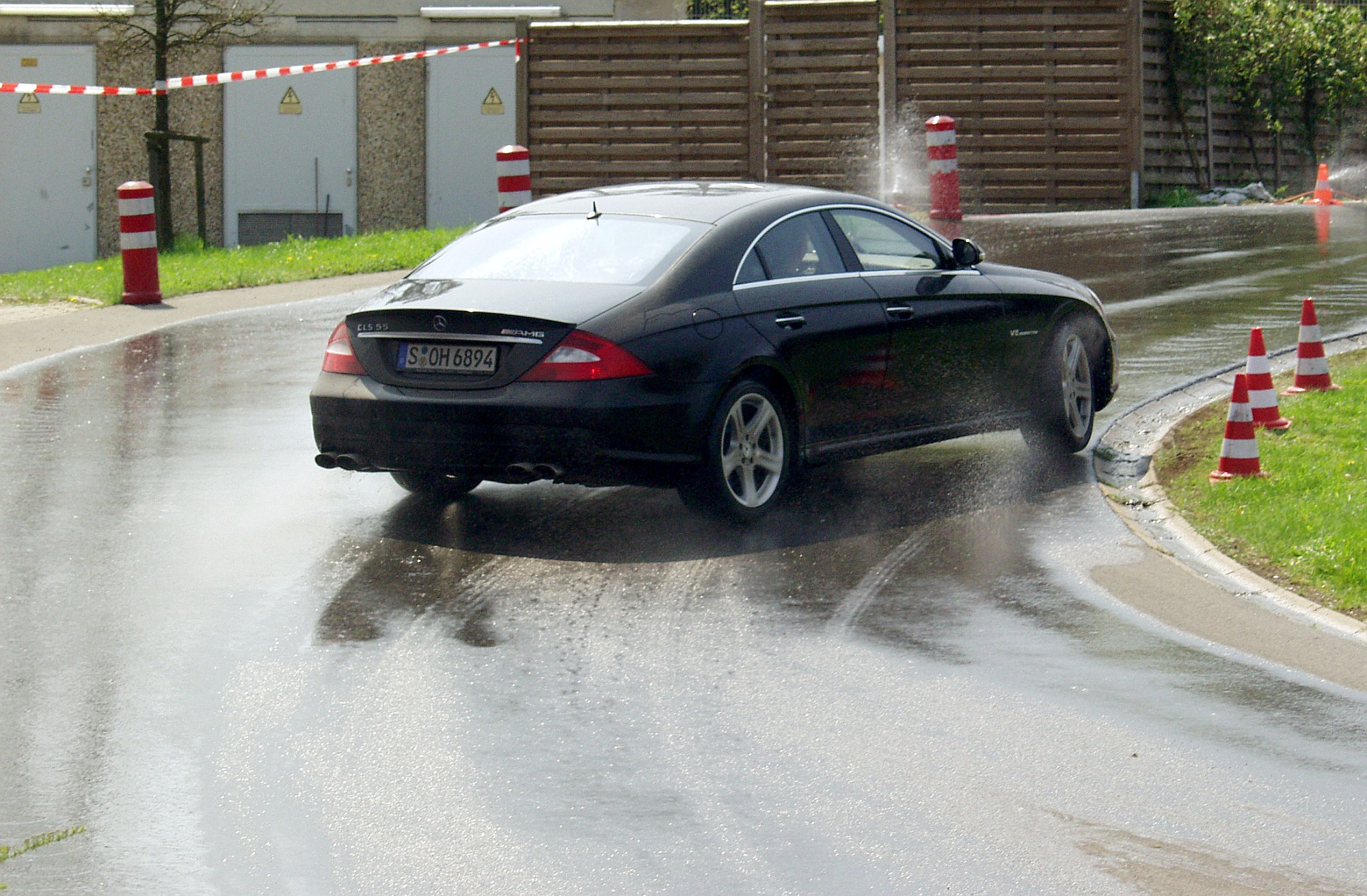
Un Mercedes-Benz CLS sobrevirando en una superficie mojada.

Sobreviraje es el fenómeno de deslizamiento del eje trasero que puede ocurrir en un automóvil al tratar de tomar una curva o cuando ya se está girando. Se dice que el coche hace un sobreviraje cuando las ruedas traseras no siguen el mismo recorrido que el de las ruedas delanteras, sino que se deslizan hacia el exterior de la curva. El exceso de sobreviraje puede hacer que el vehículo haga un trompo. En otras palabras más simples, el sobreviraje se da cuando la parte trasera del vehículo quiere ir por delante de la parte delantera. El efecto contrario es el subviraje.
En términos coloquiales también se le denomina "derrapaje" o "trompo" cuando termina un giro de 180°.
Actualmente existen competiciones donde se prepara especialmente el vehículo para que vaya en un continuo sobreviraje. El término inglés para este tipo de competiciones es "drifting".

## Causas
La tendencia del automóvil a sobrevirar es afectada por varios factores como la tracción, aerodinámica, suspensión, adherencia y el control del conductor.  Puede darse con cualquier nivel de aceleración lateral. Generalmente, el sobreviraje es la condición donde el ángulo de deslizamiento lateral de las ruedas traseras excede al del de las ruedas delanteras, incluso cuando ambos son pequeños. El límite de sobreviraje ocurre cuando las ruedas traseras alcanzan su límite de adherencia lateral durante un viraje, pero las ruedas delanteras no lo hacen, causando así que la parte trasera del vehículo se desplace hacia el exterior de la curva.